# Солиньяно
Солиньяно (итал. Solignano) —  коммуна в Италии, располагается в регионе Эмилия-Романья, подчиняется административному центру Парма.
Население составляет 1921 человек, плотность населения составляет 26 чел./км². Занимает площадь 73 км². Почтовый индекс — 43040. Телефонный код — 0525.